# Aleš Valič
Aleš Valič, slovenski gledališki, televizijski in filmski igralec, * 6. april 1955, Ljubljana.
Leta 1978 je diplomiral na ljubljanski AGRFT, kjer deluje kot redni profesor predmeta umetniška beseda. Med letoma 2005 in 2011 je bil tudi dekan te akademije. Valič je eden najbolj prepoznavnih slovenskih dramskih igralcev. Je dolgoletni bivši član ansambla ljubljanske Drame in znan tudi kot interpret umetniških besedil v radijskih in televizijskih oddajah. Za svoje delo je prejel številne nagrade in priznanja, med najpomembnejšimi so: nagrada Prešernovega sklada, tri Borštnikove nagrade, Severjeva nagrada in druge.
Zasebno
Njegova sinova sta pokojni alpinist Miha Valič in igralec Matic Valič.

## Filmografija

### Filmi
- Primer Feliks Langus ali Kako ujeti svobodo (1991, TV)

### Serije
- Hotel poldruga zvezdica (2005, RTV Slovenija)
- Usodno vino (2016, POP TV) - vloga Gérarda Simoneta
- Reka ljubezni (2017–2019, POP TV) - vloga Uroša Lekića
- Najini mostovi (2020–2021, POP TV) - vloga Ivana Furlana
- Skrito v raju (2024–2025, POP TV) - vloga Edvarda Steinerja

## Igralska rodbina Valič

### Potomci Aleksandra Valiča
| ↓ Aleksander Valič ↓ (1919–2015)        | ↓ Aleksander Valič ↓ (1919–2015)        |
| ↓ njegov sin ↓                          | ↓ njegov nečak ↓                        |
| --------------------------------------- | --------------------------------------- |
| ↓ Iztok Valič ↓ (1950– )                | ↓ Dare Valič ↓ (1941–2023)              |
| Vid Valič (1982– ) Domen Valič (1984– ) | Nina Valič (1973– ) Blaž Valič (1974– ) |